# Carpi Football Club 1909 2010-2011
Questa voce raccoglie le informazioni riguardanti il Carpi Football Club 1909 nelle competizioni ufficiali della stagione 2010-2011.

## Stagione
L'estate 2010 è l'inizio di una nuova vita per il calcio carpigiano, ritorna in un campionato professionistico dopo dieci stagioni. La stagione 2010-2011 in Seconda Divisione si conclude con la vittoria del proprio girone e la promozione in Prima Divisione, dopo essere rimasti in testa alla classifica per 29 giornate su 30 e aver resistito alla tentata rimonta della Carrarese fino all'ultima giornata, con 65 punti ha vinto il campionato e ottenuto la promozione diretta, con due lunghezze di vantaggio sulla Carrarese. Il Carpi arriva inoltre secondo in Coppa Italia di Lega Pro perdendo entrambe le finali contro la Juve Stabia (a fine stagione promossa in Serie B dopo aver vinto i play-off di Prima Divisione), dopo aver vinto in semifinale sul campo della Nocerina, che al termine della stagione vincerà il campionato di Prima Divisione, ottenendo la promozione in Serie B. A fine stagione, insieme a Tritium e Latina, vincitrici rispettivamente del girone A e del girone C, il Carpi ha preso parte alla Supercoppa di Lega Pro di Seconda Divisione, come vincitrice del girone B. La prima sfida, tra Latina e Tritium, termina col punteggio di (0-1). La seconda sfida ha visto impegnati allo Stadio Giglio di Reggio Emilia Carpi e Latina; il Carpi si è imposto (1-0). Il 28 maggio la sfida decisiva tra Tritium e Carpi, disputata a Trezzo sull'Adda, è finita a reti inviolate. La Supercoppa è stata vinta così dalla Tritium grazie alla differenza reti in gare esterne. Il miglior marcatore carpigiano di questa bella stagione da mettere in cornice, è stato il siciliano Giuseppe Giglio autore di 12 reti, 2 in Coppa e 10 in campionato.

## Organigramma societario
Area direttiva
- Presidente: Marcello Rossi
- Segretario generale: Giuseppe Valentino
- Direttore Sportivo: Cristiano Giuntoli
- Team Manager e Collaboratore tecnico: Roberto Canepa

Area tecnica
- Allenatore: Stefano Sottili
- Collaboratore tecnico: Giandomenico Costi
- Preparatore dei portieri: Maurizio Rollandi
- Preparatore atletico: Stefano Tagliazucchi

## Rosa
| N. |                    | Ruolo | Calciatore               |
| -- | ------------------ | ----- | ------------------------ |
|    | Italia (bandiera)  | P     | Elia Bastianoni          |
|    | Italia (bandiera)  | P     | Andrea Farnè             |
|    | Italia (bandiera)  | P     | Cristian Mandrelli       |
|    | Italia (bandiera)  | D     | Fabio Caselli (capitano) |
|    | Italia (bandiera)  | D     | Gabriele Cioffi          |
|    | Italia (bandiera)  | D     | Alessandro Dascoli       |
|    | Italia (bandiera)  | D     | Francesco Gagliardi      |
|    | Francia (bandiera) | D     | Vincent Laurini          |
|    | Italia (bandiera)  | D     | Lorenzo Marietti         |
|    | Italia (bandiera)  | D     | Federico Martinelli      |
|    | Italia (bandiera)  | D     | Fabrizio Poli            |
|    | Italia (bandiera)  | D     | Alessandro Vinci         |
|    | Italia (bandiera)  | C     | Carlo Bigoni             |
|    | Italia (bandiera)  | C     | Giacomo Cenetti          |
|    | Brasile (bandiera) | C     | Diego De Souza           |
|    | Italia (bandiera)  | C     | Emil Di Fazio            |
|    | Italia (bandiera)  | C     | Mirko Di Martino         |
|    | Italia (bandiera)  | C     | Antonio Di Gaudio        |

| N. |                    | Ruolo | Calciatore          |
| -- | ------------------ | ----- | ------------------- |
|    | Italia (bandiera)  | C     | Matteo Ferrarini    |
|    | Italia (bandiera)  | C     | Simone Francia      |
|    | Tunisia (bandiera) | C     | Ahmed Guilouzi      |
|    | Italia (bandiera)  | C     | Alessandro Prandi   |
|    | Italia (bandiera)  | C     | Lorenzo Pasciuti    |
|    | Italia (bandiera)  | C     | Marco Perini        |
|    | Italia (bandiera)  | C     | Giampietro Perrulli |
|    | Italia (bandiera)  | C     | Nicola Sogus        |
|    | Italia (bandiera)  | A     | Alessandro Cesca    |
|    | Italia (bandiera)  | A     | Luigi Cicino        |
|    | Italia (bandiera)  | A     | Gianni Fabiano      |
|    | Italia (bandiera)  | A     | Alberto Formato     |
|    | Italia (bandiera)  | A     | Giuseppe Giglio     |
|    | Italia (bandiera)  | A     | Simone Malatesta    |
|    | Italia (bandiera)  | A     | Mattia Nicolini     |
|    | Italia (bandiera)  | A     | Riccardo Paganelli  |
|    | Italia (bandiera)  | A     | Andrea Peron        |

## Calciomercato

### Sessione estiva (dall'1/7 al 31/8)
| Acquisti | Acquisti           | Acquisti            | Acquisti     |
| R.       | Nome               | da                  | Modalità     |
| -------- | ------------------ | ------------------- | ------------ |
| P        | Elia Bastianoni    | Sarzanese           | definitivo   |
| P        | Andrea Farnè       | Bologna             | prestito     |
| P        | Cristian Mandrelli |                     | svincolato   |
| D        | Gabriele Cioffi    |                     | svincolato   |
| D        | Vincent Laurini    | Fossombronese       | definitivo   |
| D        | Lorenzo Marietti   | Legnano             | definitivo   |
| D        | Fabrizio Poli      |                     | svincolato   |
| D        | Davide Sentinelli  | Alghero             | definitivo   |
| C        | Giacomo Cenetti    | Sarzanese           | definitivo   |
| C        | Antonio Di Gaudio  | Virtus Castelfranco | definitivo   |
| C        | Mirko Di Martino   | Crotone             | comproprietà |
| C        | Diego De Souza     | Padova              | prestito     |
| C        | Ahmed Guilouzi     | Modena              | prestito     |
| C        | Nicola Sogus       | Alghero             | definitivo   |
| A        | Luigi Cicino       | Sarzanese           | definitivo   |
| A        | Gianni Fabiano     | Bassano             | definitivo   |
| A        | Giuseppe Giglio    |                     | svincolato   |
| A        | Mattia Nicolini    | Giacomense          | definitivo   |
| A        | Riccardo Paganelli | Russi               | definitivo   |
| A        | Simone Malatesta   | Parma               | prestito     |

| Cessioni | Cessioni            | Cessioni            | Cessioni    |
| R.       | Nome                | a                   | Modalità    |
| -------- | ------------------- | ------------------- | ----------- |
| P        | Nicolò Frongillo    | Vibonese            | definitivo  |
| P        | Edoardo Rolli       | Correggese          | definitivo  |
| D        | Alessandro Lorusso  | Sampdoria           | definitivo  |
| D        | Elia Martinelli     |                     | svincolato  |
| D        | Alessandro Merlin   | Virtus Entella      | definitivo  |
| D        | Fabio Rossi         | Trento              | definitivo  |
| D        | Davide Sentinelli   |                     | rescissione |
| C        | Diego Di Chiara     |                     | svincolato  |
| C        | Mirko Di Martino    | Crotone             | definitivo  |
| C        | Michele Malpeli     |                     | svincolato  |
| C        | Anthony Taugourdeau | AlbinoLeffe         | definitivo  |
| A        | Emran Alji          | Castiglione         | definitivo  |
| A        | Andrea Ferretti     | Treviso             | definitivo  |
| A        | Luca Franchi        | Acqui               | definitivo  |
| A        | Enrico Gherardi     | Mantova             | definitivo  |
| A        | Stefano Menchini    | Lavagnese           | definitivo  |
| A        | Giorgio Politano    | Virtus Castelfranco | definitivo  |

### Sessione invernale (dal 3/1 al 31/1)
| Acquisti | Acquisti            | Acquisti   | Acquisti                                |
| R.       | Nome                | da         | Modalità                                |
| -------- | ------------------- | ---------- | --------------------------------------- |
| D        | Francesco Gagliardi | Pisa       | definitivo                              |
| D        | Alessandro Vinci    | Bologna    | prestito                                |
| C        | Giampietro Perrulli |            | svincolato                              |
| A        | Alessandro Cesca    | San Marino | prestito con opzione della comproprietà |
| A        | Andrea Peron        | Giacomense | prestito                                |

| Cessioni | Cessioni           | Cessioni         | Cessioni      |
| R.       | Nome               | a                | Modalità      |
| -------- | ------------------ | ---------------- | ------------- |
| C        | Simone Francia     | Virtus Pavullese | prestito      |
| C        | Alessandro Prandi  | Valenzana        | prestito      |
| A        | Dajan Kerniqi      | Modena           | fine prestito |
| A        | Simone Malatesta   | Parma            | fine prestito |
| A        | Riccardo Paganelli | Giacomense       | prestito      |

## Risultati

### Campionato

#### Girone di andata
| Arbitro: | Adducci (Paola) |

|            |           |  |
| Giglio 89’ | Marcatori |  |

| Arbitro: | Colasanti (Grosseto) |

|                   |           |                                                              |
| Falomi 28’ (rig.) | Marcatori | 25’ Perini 39’ Fabiano 51’ Malatesta 68’ Pasciuti 72’ Giglio |

| Carpi 12 settembre 2010 3ª giornata | Carpi               | 0 – 0 | Crociati Noceto | Stadio Sandro Cabassi\| Arbitro: \| Giallanza (Catania) \| |
| Arbitro:                            | Giallanza (Catania) |       |                 |                                                            |

| Arbitro: | Monaco (Tivoli) |

|  |           |             |
|  | Marcatori | 49’ Fabiano |

| Arbitro: | Belardi (San Giovanni Valdarno) |

|                      |           |  |
| Malatesta 29’ (rig.) | Marcatori |  |

| Arbitro: | De Faveri (San Donà di Piave) |

|                                               |           |            |
| Malatesta 23’ Giglio 70’ Cioffi 78’ Sogus 86’ | Marcatori | 57’ Merini |

| Arbitro: | La Penna (Roma) |

|              |           |  |
| Zampagna 84’ | Marcatori |  |

| Arbitro: | Maresca (Napoli) |

|                           |           |  |
| Pasciuti 13’ Giglio 90+5’ | Marcatori |  |

| Arbitro: | Rocca (Vibo Valentia) |

|         |           |                         |
| Fall 6’ | Marcatori | 17’ Bigoni 90+3’ Cioffi |

| Arbitro: | Bellutti (Trento) |

|                       |           |  |
| Perini 65’ Giglio 72’ | Marcatori |  |

| Arbitro: | Sguizzato (Verona) |

|                |           |                 |
| Mat. Rossi 34’ | Marcatori | 11’ M. Nicolini |

| Arbitro: | Bellotti (Verona) |

|  |           |            |
|  | Marcatori | 15’ Perini |

| Carpi 5 dicembre 2010 13ª giornata | Carpi            | 0 – 0 | Fano | Stadio Sandro Cabassi\| Arbitro: \| Bergher (Rovigo) \| |
| Arbitro:                           | Bergher (Rovigo) |       |      |                                                         |

| Arbitro: | Dei Giudici (Latina) |

|  |           |             |
|  | Marcatori | 90’ Fabiano |

| Arbitro: | Valente (Roma) |

|          |           |  |
| Poli 47’ | Marcatori |  |

#### Girone di ritorno
| Arbitro: | Di Paolo (Avezzano) |

|                          |           |              |
| Fioretti 36’ Ibojo 45+3’ | Marcatori | 90+2’ Cicino |

| Arbitro: | Lanza (Nichelino) |

|                   |           |            |
| Giglio 19’ (rig.) | Marcatori | 30’ Falomi |

| Arbitro: | Bindoni (Venezia) |

|  |           |                                    |
|  | Marcatori | 6’, 26’ (rig.) Giglio 76’ Pasciuti |

| Arbitro: | Brasi (Seregno) |

|                 |           |           |
| Cesca 6’, 90+3’ | Marcatori | 73’ Croce |

| Arbitro: | Penno (Nichelino) |

|             |           |                             |
| Potenza 55’ | Marcatori | 69’ (rig.) Giglio 74’ Cesca |

| Arbitro: | Coccia (San Benedetto del Tronto) |

|            |           |                   |
| Foglia 64’ | Marcatori | 80’ (rig.) Giglio |

| Arbitro: | Mariani (Aprilia) |

|           |           |           |
| Cesca 23’ | Marcatori | 56’ Gaeta |

| Arbitro: | Maresca (Napoli) |

|  |           |           |
|  | Marcatori | 57’ Cesca |

| Arbitro: | Benassi (Bologna) |

|                      |           |  |
| Perini 25’ Cesca 69’ | Marcatori |  |

| Arbitro: | Del Giovane (Albano Laziale) |

|               |           |                 |
| Buttazzoni 3’ | Marcatori | 25’ M. Nicolini |

| Arbitro: | Bolano (Livorno) |

|             |           |               |
| Cesca 90+2’ | Marcatori | 49’ Valentini |

| Arbitro: | Marini (Roma) |

|           |           |  |
| Cesca 37’ | Marcatori |  |

| Arbitro: | Rocca (Vibo Valentia) |

|              |           |                                         |
| Trimarco 22’ | Marcatori | 44’ Bigoni 65’ Pasciuti 76’ M. Nicolini |

| Arbitro: | Caso (Verona) |

|                                  |           |  |
| Cesca 24’ Fabiano 40’ Cioffi 85’ | Marcatori |  |

| Arbitro: | Di Bello (Brindisi) |

|                  |           |  |
| Varricchio 90+7’ | Marcatori |  |

### Supercoppa di Lega Pro Seconda Divisione
| Arbitro: | Ripa (Nocera Inferiore) |

|           |           |  |
| Cesca 60’ | Marcatori |  |

| Trezzo sull'Adda 28 maggio 2011, ore 16:00 3ª giornata | Tritium          | 0 – 0 referto | Carpi | Stadio La Rocca\| Arbitro: \| Bolano (Livorno) \| |
| Arbitro:                                               | Bolano (Livorno) |               |       |                                                   |

### Coppa Italia
| Arbitro: | Petroni (Roma) |

|                                    |           |           |
| Vastola 33’ Um. Improta 58’ (rig.) | Marcatori | 8’ Cicino |

### Coppa Italia di Lega Pro

#### Girone C di Qualificazione
| 15 agosto 2010 1ª giornata |  | – Turno di riposo Carpi |  |  |

| Arbitro: | Manganiello (Pinerolo) |

|            |           |  |
| Giglio 43’ | Marcatori |  |

| Arbitro: | Losito (Pesaro) |

|                        |           |                                    |
| Dimas 12’ Muchetti 87’ | Marcatori | 24’ Cioffi 38’ Pasciuti 64’ Giglio |

| Arbitro: | D'Angelo (Ascoli Piceno) |

|  |           |                  |
|  | Marcatori | 43’ M. Altobelli |

| Arbitro: | Minelli (Varese) |

|  |           |                                                            |
|  | Marcatori | 6’ Poli 8’, 24’ Cicino 32’ De Sousa 53’ (rig.) M. Nicolini |

| Arbitro: | Fabbri (Ravenna) |

|                         |                      |                         |
| Morongiu Meloni Zamuner | Tiri di rigore 0 – 3 | Sogus Gallouzi Pasciuti |

| Arbitro: | Albertini (Ascoli Piceno) |

|            |           |  |
| Cicino 56’ | Marcatori |  |

#### Quarto turno - Girone B
| Arbitro: | Soricaro (Barletta) |

|                            |           |               |
| M. Nicolini 74’ Cicino 79’ | Marcatori | 19’ Schenetti |

| Arbitro: | Merlino (Udine) |

|                       |           |                                    |
| Crocetti 22’ Vigo 24’ | Marcatori | 37’ (rig.) Di Gaudio 83’ Paganelli |

### Semifinale
| Arbitro: | Bietolini (Firenze) |

|  |           |             |
|  | Marcatori | 18’ Galizia |

| Arbitro: | Pasqua (Tivoli) |

|                      |           |                      |
| Cavallaro 82’ (rig.) | Marcatori | 54’ Cesca 68’ Cioffi |

### Finale
| Arbitro: | Di Bello (Brindisi) |

|            |           |                            |
| Bigoni 27’ | Marcatori | 6’, 70’ Mbakogu 25’ Corona |

| Arbitro: | Irrati (Pistoia) |

|               |           |  |
| Mezavilla 12’ | Marcatori |  |